# 寶貝樂一通
《寶貝樂一通》（英語：Baby Looney Tunes），華納兄弟動畫公司製作之電視動畫。作品以《樂一通》系列為基礎，延伸多位角色之幼童型態為特點，顯現異於角色原型的可愛、純真之處。

## 故事概要
起初，講述樂一通的寶貝們住在老婆婆的大屋中，每天快樂地生活，並進行各種新奇刺激的歷險和幻想，直到佛洛德加入以後，樂一通寶貝開始遊覽城市的每個角落，間中會有一些趣味的事發生。不過，無論是那個版本，每一集故事都富有教育性。

## 登場角色

### 主要角色
- 兔寶寶（配音員：Samuel Vincent（美國）、于正昇（台灣））

是所有寶貝中最年長的，進而突顯身在其中的領袖身份。但在他的帶領下也經常引起爭議，尤其是面對拉拉或酷酷鴨的時候。
- 拉拉（配音員：Britt McKillip（美國）、許淑嬪（台灣））

是所有寶貝中最獨立的，並有著特別孩子氣的一面。
以領導性而言，是其次於兔寶寶的第二高。
- 酷酷鴨（配音員：Samuel Vincent（美國）、魏伯勤（台灣））

對於許多事情總是抱持自私的心態看待，講求自身利益，不為他人著想；但在約有一半的情況下，也可見他友善的態度。
- 小崔弟（配音員：Samuel Vincent（美國）、董錦萍（台灣））

是所有寶貝中最年幼、體型最小的（基本上與角色原型無異）。
經常靈機一動，帶給在場其他寶貝所未料及的想法。對自己嬌小的體型非常敏感（同時也是他許多難題的來源），對身邊的事物也充滿好奇。
- 膽小貓（配音員：Terry Klassen（美國）、于正昇（台灣））

害羞、易猶豫不決，也是酷酷鴨欺騙或從之取得利益的偏好對象。
雖然是貓，事實上卻很少使用他的貓爪。
是所有寶貝中倚賴心最重並喜歡引起大人（老婆婆）注意的。
- 大茲（配音員：Ian James Corlett（美國）、魏伯勤（台灣））

即使平常較為乖巧，亦經常犯錯，比如：面對食物時的瘋狂態度因而闖禍、在無意的自我旋轉中意外打破東西等。
是所有寶貝中最會哭泣的，也是對自身興趣表現最為狂熱的一名。
- 鴨小妹（配音員：Janyse Jaud（美國）、雷碧文（台灣））

與豬小妞經常成伴。企圖心相當強烈並思緒清晰；但有時候富有高度控制欲，甚至想要控制別人。
- 豬小妞（配音員：Chiara Zanni（美國）、謝佼娟（台灣））

與鴨小妹經常成伴。相當聰穎，並配合她本身的好奇心。
- 老婆婆（配音員：June Foray（美國）、魏晶琦（台灣））

寶貝們的監護人，總是對他們付出愛與關懷，並讓他們開心生活。她的智慧處事也總令寶貝們佩服、感動。
- 洛伊（配音員：Brian Drummond（美國）、李景唐（台灣））

第二季登場的角色，老婆婆的外甥。

## 外部連結
- 官方網站
- TV.com有關資訊[]
- IMDb網站有關資訊 （页面存档备份，存于）